# 塚本 (さいたま市)
塚本（つかもと）は、埼玉県さいたま市の大字。桜区と西区に分かれている。郵便番号は桜区が338-0816、西区が331-0066。また、大字塚本から成立したさいたま市西区の町名、塚本町（つかもとちょう）についても扱う。塚本町の郵便番号は331-0060。塚本町の住居表示は未実施。

## 地理
さいたま市西部の沖積平野（荒川低地）や自然堤防上に位置する。荒川左岸側で旧浦和市だった桜区の大字塚本が江戸期の塚本村で、旧大宮市だった西区の大字塚本及び塚本町は塚本村の飛び地という関係であった。住宅はまばらで農地や古墳が目立つが、もっとも辺鄙な八島地区にはニュータウンが造成されており、住宅が整然と建ち並ぶ。堤防と荒川に挟まれた堤外地（字外東・外西）にはかつて人家があったが、水害に悩まされていたため2000年代初頭までに全戸が移転した。田畑や薬師堂などは現在も残る。地内の荒川堤防ではさいたま築堤事業によって、堤防のかさ上げ工事が実施されている。
旧大宮市だった西区塚本は治水橋を渡って荒川を越えねばさいたま市の市街地に入れないため、びん沼川を挟んで隣接する富士見市も生活圏となっている。1921年（大正10年）までは現在のびん沼川が荒川の本流であったため、現在のさいたま市の市街地とは陸続きであった。現在西区の大字塚本は荒川の右岸側河川敷が主で、町名変更により耕地整理された水田で占められた人家のあるほとんどが塚本町となっている。塚本町一丁目の北側に西区大字塚本の飛地が二ヶ所存在する。地内の荒川堤防ではさいたま築堤事業によって、左岸側同様に堤防のかさ上げ工事が実施されている。

### 地価
住宅地の地価は2014年（平成26年）1月1日に公表された都道府県地価調査によれば桜区塚本字東耕地16番2の地点で7万3600円/m2となっている。

### 小字
- 内[12]、外、諏訪の木、歌舞伎、葭合、神子田、渋谷

## 歴史
もとは江戸期より存在した武蔵国足立郡植田領に属するひとつの塚本村で、現在の西区塚本付近がその飛び地であった。古くは南北朝期より見出せる足立郡のうちにある地名の「つかもと」であった。村高は『武蔵田園簿』、『元禄郷帳』とも174石余、『天保郷帳』では243石余。助郷は中山道大宮宿に出役していた。八貫野に持添新田を領していた。化政期の戸数は57軒で、村の規模は東西5〜6町、南北12〜13町であった。地名は地区内に多くの塚（古墳）が存在したことに由来する。
- はじめは幕府領、寛文年間（1661年-1673年）頃より知行は旗本津金氏となるが、貞享年間（1684年-1688年）頃より再び幕府領に戻る[13]。なお、検地時期は不詳[13]。
- 幕末の時点では足立郡に属し、明治初年の『旧高旧領取調帳』の記載によると、幕府領（代官・大竹左馬太郎支配所）[15]。
- 1868年（慶応4年）6月19日 - 武蔵知県事・山田政則（忍藩士）の管轄となる。
- 1869年（明治2年） 
  - 1月13日 - 武蔵知県事・宮原忠英の管轄区域に大宮県を設置、同県の管轄となる。県庁は東京府馬喰町に置かれる。
  - 9月29日 - 県庁が浦和に置かれ浦和県に改称。
- 1871年（明治4年）11月13日 - 第1次府県統合により埼玉県の管轄となる。
- 1879年（明治12年）3月17日 - 郡区町村編制法により成立した北足立郡に属す。郡役所は浦和宿に設置。
- 1889年（明治22年）4月1日 - 町村制施行に伴い、塚本村は周辺町村と合併し大久保村となる。塚本村は大久保村の大字塚本となる。同時に植田谷領本村新田の一部を編入する[13]。
- 1935年（昭和10年） - 大久保村大字塚本（飛び地）の一部を馬宮村に編入、馬宮村の大字塚本となる[13]。
- 1955年（昭和30年）1月1日 - 大久保村が土合村とともに浦和市へ編入される。また、馬宮村が春岡村、七里村、片柳村、植水村、指扇村とともに大宮市へ編入される[16]。
- 1971年（昭和46年）6月1日 - 区画整理事業により、大宮市大字塚本の一部から塚本町一丁目〜三丁目が成立[10][13]。
- 2001年（平成13年）5月1日 - 浦和市、大宮市、与野市が合併しさいたま市となり、さいたま市の大字となり、浦和塚本、大宮塚本となる[17]。
- 2003年（平成15年）4月1日 - さいたま市が政令指定都市に移行し、浦和塚本が桜区塚本、大宮塚本が西区塚本となる。また塚本町も西区となる。

## 世帯数と人口
2017年（平成29年）9月1日現在の世帯数と人口は以下の通りである。

### 西区
| 大字・丁目   | 世帯数  | 人口  |
| ------------ | ------- | ----- |
| 塚本         | 14世帯  | 34人  |
| 塚本町一丁目 | 29世帯  | 58人  |
| 塚本町二丁目 | 47世帯  | 109人 |
| 塚本町三丁目 | 67世帯  | 165人 |
| 計           | 157世帯 | 366人 |

### 桜区
| 大字 | 世帯数  | 人口    |
| ---- | ------- | ------- |
| 塚本 | 681世帯 | 1,633人 |

## 小・中学校の学区
市立小・中学校に通う場合、学区（校区）は以下の通りとなる。

### 西区
| 大字・丁目   | 番地 | 小学校                   | 中学校                 |
| ------------ | ---- | ------------------------ | ---------------------- |
| 塚本         | 全域 | さいたま市立馬宮西小学校 | さいたま市立馬宮中学校 |
| 塚本町一丁目 | 全域 | さいたま市立馬宮西小学校 | さいたま市立馬宮中学校 |
| 塚本町二丁目 | 全域 | さいたま市立馬宮西小学校 | さいたま市立馬宮中学校 |
| 塚本町三丁目 | 全域 | さいたま市立馬宮西小学校 | さいたま市立馬宮中学校 |

### 桜区
| 番地 | 小学校                   | 中学校                   |
| ---- | ------------------------ | ------------------------ |
| 全域 | さいたま市立大久保小学校 | さいたま市立大久保中学校 |

## 交通
西区・桜区共に町内に鉄道は敷設されていない。最寄り駅は埼京線南与野駅が桜区塚本字東耕地16番2の地点からおよそ4.5 kmの地点にあり、徒歩圏内ではない。
以下のバス路線が運行されている。

| バス停名 | 系統             | 行先             | 会社     |
| -------- | ---------------- | ---------------- | -------- |
| 飯田新田 | 大34・大35・大37 | 大宮駅西口       | 西武バス |
| 飯田新田 | 大34             | 所沢駅西口       | 西武バス |
| 飯田新田 | 大35             | ららぽーと富士見 | 西武バス |
| 飯田新田 | 大37             | 馬宮団地         | 西武バス |

| バス停名                                                  | 系統            | 行先         | 会社     |
| --------------------------------------------------------- | --------------- | ------------ | -------- |
| 中島・浦和北高校・大久保支所・ 塚本・やつしまニュータウン | 浦13・浦桜13－3 | 浦和駅西口   | 国際興業 |
| 中島・浦和北高校・大久保支所・ 塚本・やつしまニュータウン | 浦13・浦桜13－3 | 大久保浄水場 | 国際興業 |
| 浦和北高校・大久保支所                                    | 北浦10          | 北浦和駅     | 西武バス |
| 浦和北高校・大久保支所                                    | 北浦10          | 浦和北高校   | 西武バス |

### 道路
- 埼玉県道155号さいたま武蔵丘陵森林公園自転車道線 - 荒川サイクリングロード
- 塚本本通り（塚本町）

## 施設
桜区塚本
- やつしま会館
- 塚本自治会館
- やつしまニュータウン[19]
- 八島公園
- 神明神社
- 薬師堂 - 二ヶ所あり。河川区域に立地する方の薬師堂に、薬師堂のマキ（市指定天然記念物）がある[20]。

西区塚本町
- 八雲神社
- 神明神社
- 天理教幸宮文教所
- 塚本公園

## 史跡
- 大久保古墳群
  - 塚山古墳 - 市指定史跡[21]。大久保古墳群唯一の前方後円墳だが、前方部は破壊されている[7]。塚本塚山古墳とも。
  - 神明寺古墳 - 市指定史跡[22]
  - 大久保四号墳
- 大久保第二横堤（荒川横堤） - 土木学会選奨土木遺産

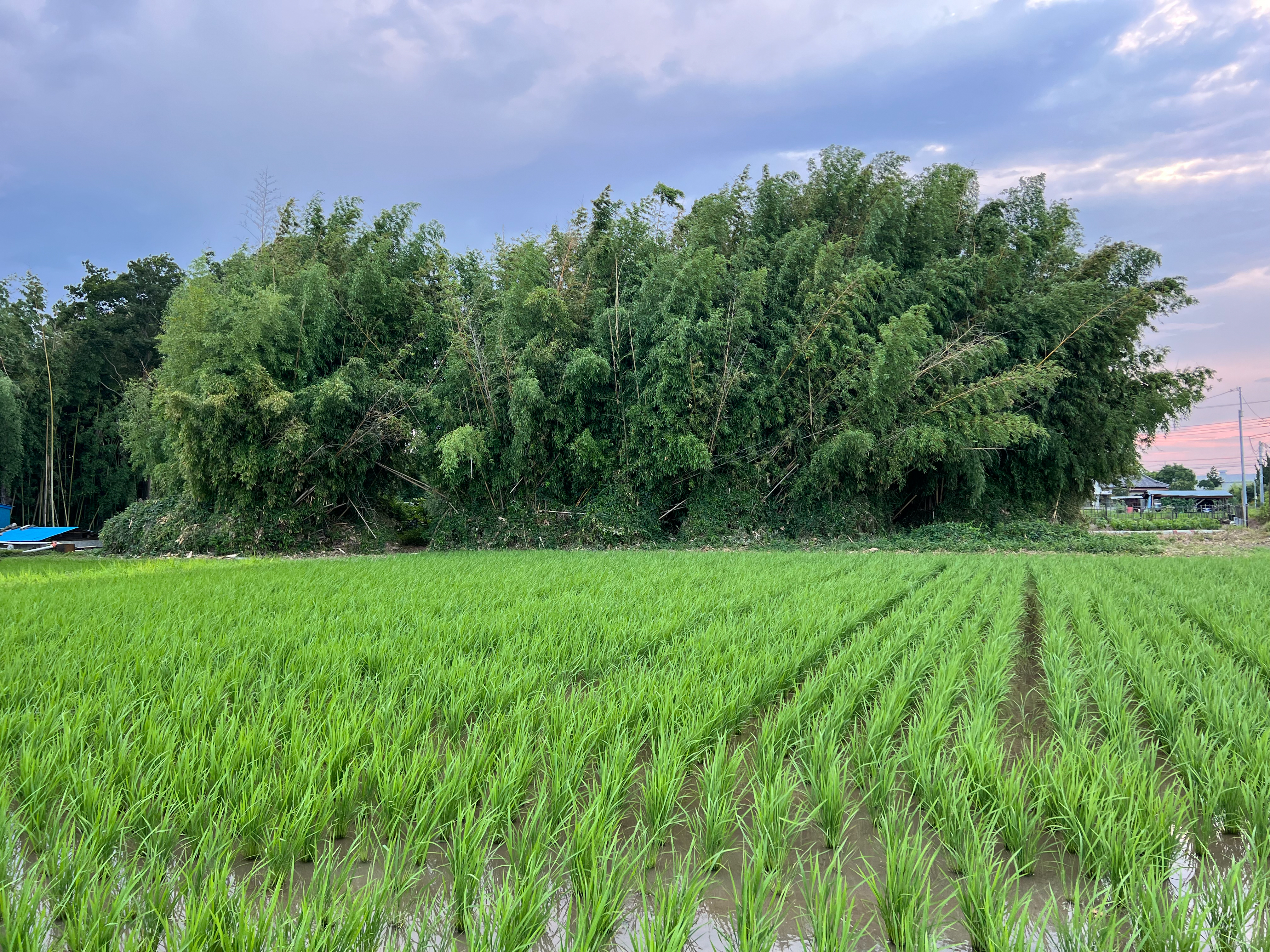
塚山古墳
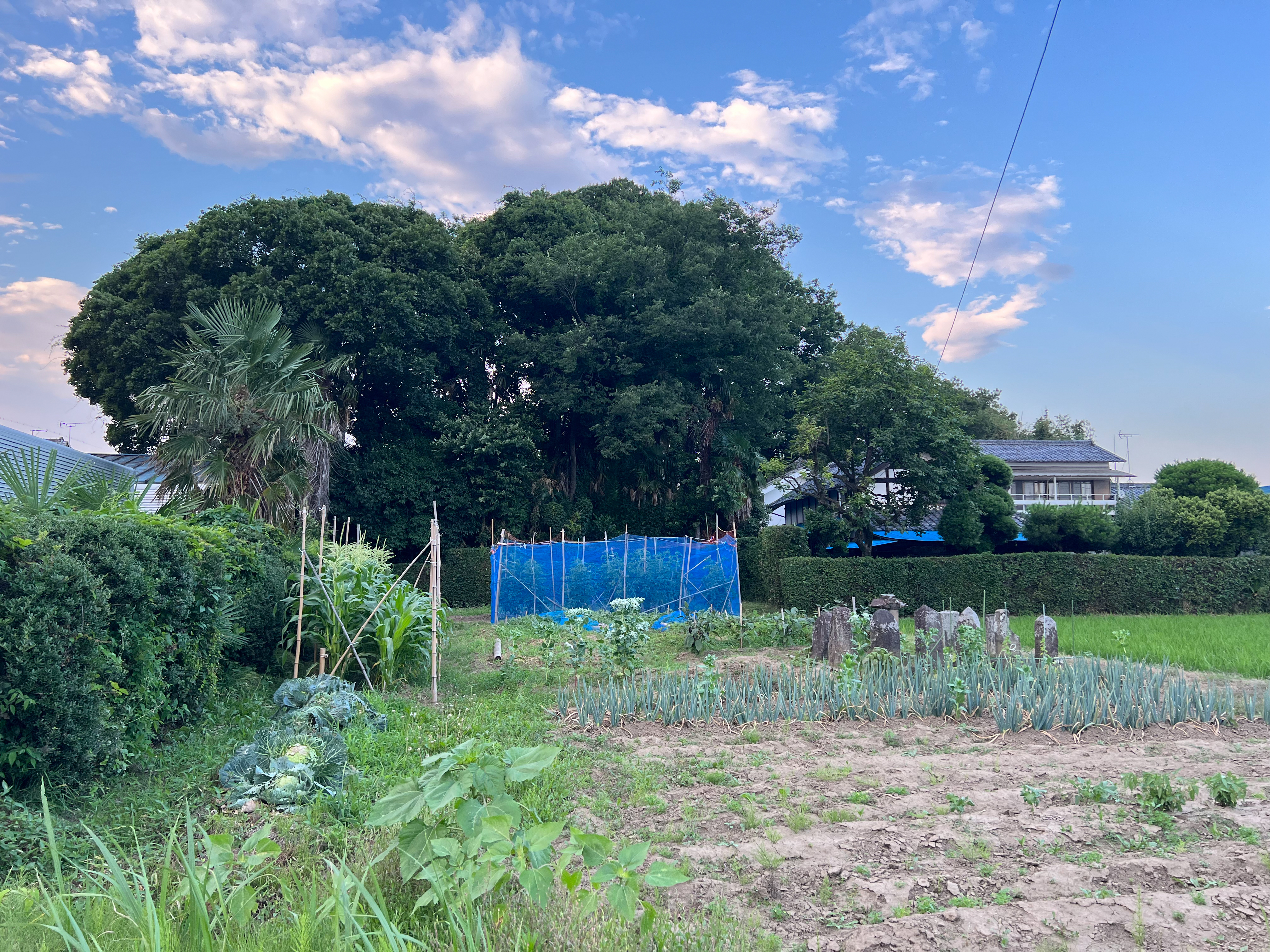
神明寺古墳